# Raionul Berezivka (1923-2020)
Raionul Berezivka (în ucraineană Березівський район) era unul din cele 26 raioane administrative din regiunea Odesa din Ucraina de până la reforma administrativ-teritorială din 2020, cu reședința în orașul Berezivka. A fost înființat pe 1923 fiind atunci inclus în componența RSS Ucrainene. Începând din anul 1991, acest raion face parte din Ucraina independentă.

## Geografie
Raionul se învecineazǎ cu raionul Mîkolaivka în nord, cu regiunea Mîkolaiv în est, raionul Kominternivske în sud și cu raioanele Ivanivka și Șiriaeve în est. Este situat între podișul Podoliei în nord (altitudinile maxime 150 m) și  câmpia Mării Negre în sud (altitudinile maxime variază între 20 – 70 m), din care cauză relieful raionului este unul nivelat-deluros.
Clima temperat-continentalǎ este specifică raionului cu o temperatură medie a lunii ianuarie de -3.1 °C, a lunii iulie +20.4 °C, temperatura medie anualǎ +9.2 °C.

## Demografie
Componența lingvistică a raionului Berezivka
     Ucraineană (88,03%)
     Rusă (9,04%)
     Română (1,01%)
     Alte limbi (1,92%)
Conform recensământului din 2001, majoritatea populației raionului Berezivka era vorbitoare de ucraineană (88,03%), existând în minoritate și vorbitori de rusă (9,04%) și română (1,01%).
La 1 octombrie 2011 populația raionului era de 34,029 persoane. Populația urbană constituie 11,060 persoane (30.7%), cea rurală 24,446 persoane (69.3%). În total există 65 de așezări.
Potrivit recensământului ucrainean din 2001, populația raionului era de 36,046 locuitori. Structura etnică este următoarea::
| Grup etnic            | Populație | % Procentaj |
| --------------------- | --------- | ----------- |
| Ucraineni             | 31,400    | 87.1%       |
| Ruși                  | 2,600     | 7.2%        |
| Moldoveni (declarați) | 600       | 1.7%        |
| Țigani                | 300       | 0.8%        |
| Belaruși              | 220       | 0.6%        |
| Cehi                  | 200       | 0.5%        |
| Bulgari               | 200       | 0.5%        |
| Armeni                | 200       | 0.5%        |
| Germani               | 200       | 0.4%        |
| Greci                 | 200       | 0.4%        |
| Găgăuzi               | 100       | 0.3%        |